# Marian Borzęcki
Marian Borzęcki (ur. 8 września 1889 w Suwałkach, zm. 3 czerwca 1940 w Gusen (KL)) – polski prawnik, polityk, adwokat, komendant główny Policji Państwowej.

## Życiorys
Syn Bolesława i Marii z Rakowskich. Absolwent Wydziału Prawa Uniwersytetu w Petersburgu. Od lipca 1919 do października 1921 zastępca komendanta głównego Policji Państwowej, od grudnia 1922 do czerwca 1923 dyrektor Departamentu Bezpieczeństwa w Ministerstwie Spraw Wewnętrznych, od czerwca 1923 do listopada 1926 komendant główny Policji Państwowej. Po przewrocie majowym został przeniesiony w stan nieczynny, a z dniem 6 maja 1927 przeniesiony w stan spoczynku. Rozpoczął praktykę adwokacką w Warszawie. Działacz Stronnictwa Narodowego, od 1937 członek Stronnictwa Pracy. W latach 1927–1934 wiceprezydent Warszawy.
We wrześniu 1939 członek Komitetu Obywatelskiego przy dowódcy Armii „Warszawa”. W konspiracji w Biurze Politycznym Centralnego Komitetu Organizacji Niepodległościowych, aresztowany przez Gestapo 30 marca 1940, wywieziony z Pawiaka 3 maja 1940 do obozu koncentracyjnego KL Sachsenhausen. Stąd 27 maja 1940 trafił do KL Gusen, gdzie 3 czerwca 1940 zmarł. Był jedną z najwcześniej zarejestrowanych ofiar tego obozu. Jako oficjalną przyczynę śmierci podano zwapnienie naczyń wieńcowych i zator (Herzkranzgefäßverkalkung, Embolie). Jego symboliczny grób znajduje się na warszawskich Powązkach (kw. 191–VI–17).

## Ordery i odznaczenia
- Krzyż Komandorski Orderu Polonia Restituta (31 grudnia 1923)[7]
- Krzyż Walecznych
- Oficer Orderu Legii Honorowej (Francja)
- Order Korony Rumuńskiej II klasy

## Bibliografia

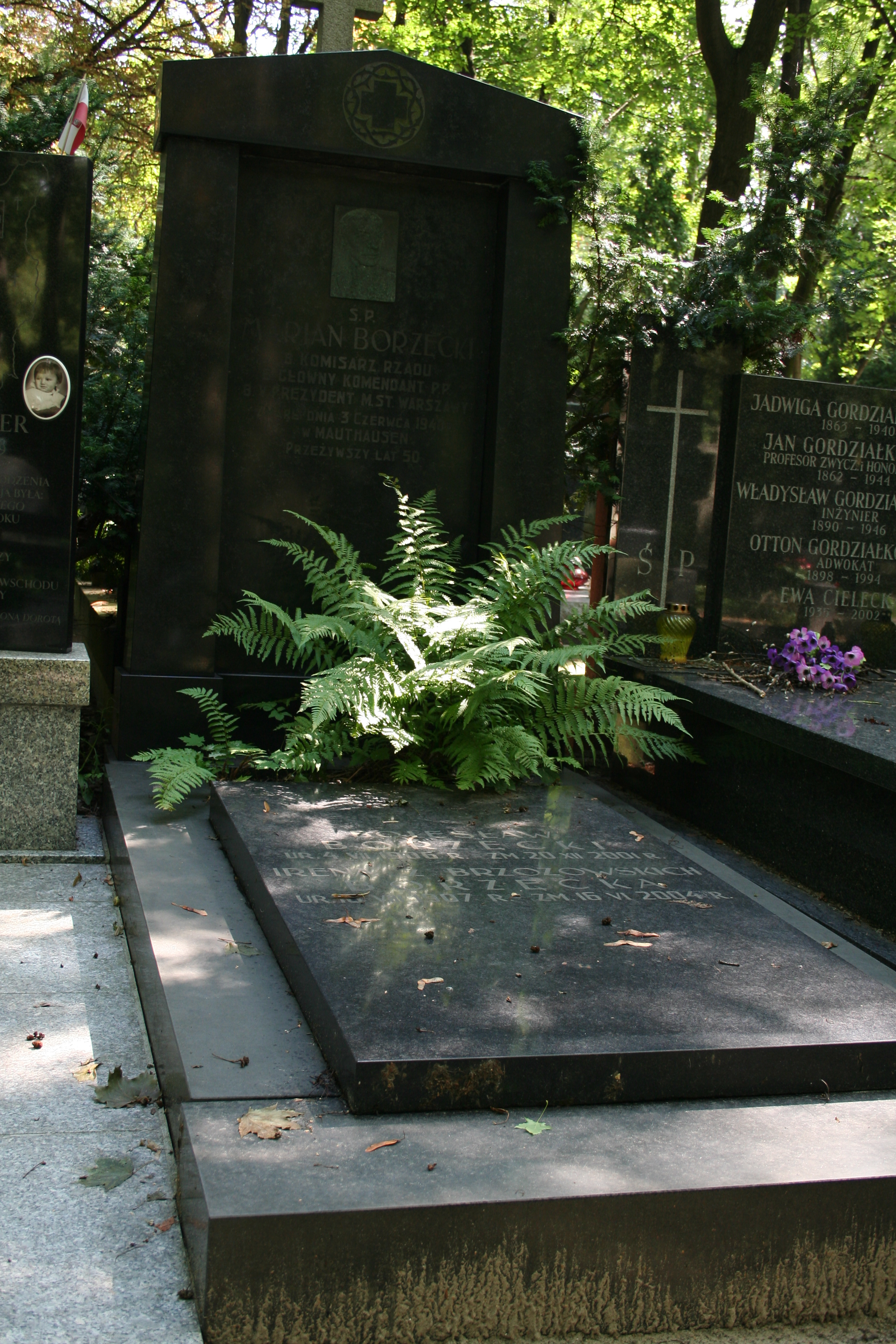
Grób symboliczny Mariana Borzęckiego na warszawskim cmentarzu Powązkowskim